# Patrick Joseph Casey
Patrick Joseph Casey (* 20. November 1913 in London; † 26. Januar 1999) war ein englischer Geistlicher und römisch-katholischer Bischof von Brentwood.

## Leben
Patrick Joseph Casey besuchte die St. Joseph’s Parochial School in Kingsland. Nach dem Studium der Katholischen Theologie und Philosophie am St. Edmund’s College in Ware empfing er am 3. Juni 1939 durch den Erzbischof von Westminster, Arthur Kardinal Hinsley, das Sakrament der Priesterweihe.
Am 23. Dezember 1965 ernannte ihn Papst Paul VI. zum Titularbischof von Sufar und bestellte ihn zum Weihbischof in Westminster. Der Erzbischof von Westminster, John Carmel Kardinal Heenan, spendete ihm am 2. Februar 1966 die Bischofsweihe; Mitkonsekratoren waren der Bischof von Arundel und Brighton, David John Cashman, und der Bischof von Portsmouth, Derek Worlock. Casey war Generalvikar des Erzbistums Westminster.
Am 2. Dezember 1969 ernannte ihn Paul VI. zum Bischof von Brentwood. Die Amtseinführung erfolgte am 2. Februar 1970. Patrick Joseph Casey trat am 12. Dezember 1979 als Bischof von Brentwood zurück. 